# Torre di Ruggiero
Torre di Ruggiero (A Tùrri in calabrese) è un comune italiano di 939 abitanti della provincia di Catanzaro in Calabria. È posto a 566 metri s.l.m. sul versante orientale delle Serre, lungo la media valle del torrente Ancinale.
Il territorio comunale di Torre di Ruggiero è attraversato dal Sentiero Italia, del Club Alpino Italiano (CAI), sentiero che attraversa faggeti e castagneti.

## Storia

### Storia
Stemma e gonfalone sono stati concessi con il DPR dell'11 ottobre 1999 che sostituisce lo stemma riconosciuto al comune con DCG 9 maggio 1930.
(DPR 11.10.1999)
Il gonfalone è un drappo partito di verde e di rosso.

## Monumenti e luoghi d'interesse
- Santuario della Madonna delle Grazie, ricostruito nel 1858 nel luogo dove si trovava un precedente edificio religioso di origine basiliana che era stato raso al suolo dal terremoto del 5 febbraio 1783.[5]

## Società

### Evoluzione demografica
Abitanti censiti

## Economia
Torre ha un'economia poco sviluppata e prevalentemente concentrata sulla coltivazione della Nocciola di Cardinale, conosciuta anche come Nocciola Tonda di Calabria. Questa varietà di nocciola è stata introdotta nella metà dell'Ottocento a Cardinale; successivamente, la coltivazione si è diffusa oltre i confini comunali, venendo oggi coltivata anche a Torre di Ruggiero (comune confinante).

## Infrastrutture e trasporti
Il comune è interessato dalle seguenti direttrici stradali:
- delle Serre

## Amministrazione
| Periodo        | Periodo        | Primo cittadino                      | Partito                                    | Carica                    | Note |
| -------------- | -------------- | ------------------------------------ | ------------------------------------------ | ------------------------- | ---- |
| 6 giugno 1993  | 27 aprile 1997 | Giuseppe Pitaro                      | Partito Democratico della Sinistra         | sindaco                   |      |
| 27 aprile 1997 | 13 maggio 2001 | Mario Barbieri                       | lista civica                               | sindaco                   |      |
| 13 maggio 2001 | 29 maggio 2006 | Mario Barbieri                       | lista civica                               | sindaco                   |      |
| 29 maggio 2006 | 16 maggio 2011 | Giuseppe Pitaro                      | lista civica                               | sindaco                   |      |
| 16 maggio 2011 | 7 gennaio 2016 | Giuseppe Pitaro                      | lista civica "Volare Alto per Valorizzare" | sindaco                   |      |
| 7 gennaio 2016 | 5 giugno 2016  | Salvatore Concetto Francesco Fortuna |                                            | commissario straordinario |      |
| 5 giugno 2016  | 4 ottobre 2021 | Mario Barbieri                       | lista civica "Per Torre"                   | sindaco                   |      |